# Eurotra
Eurotra era um projecto ambicioso, establecido e financiado pelo Comissão Europeia.
A ideia era de criar um programa de tradução automatica entre as sete, e mais tarde nove línguas oficiais da Comissão Europeia.

## Participantes
O objectivo de Eurotra não era apenas criar um programa, mas também establecer fundamentos para o estudo da língua natural através do computador. Muitos dos centros criados pelo projecto ainda existem hoje a dia, ou transformaram-se em centros ainda existentes:
- Portugal: Instituto de Linguística Teórica e Computacional (ILTEC), Lisboa
- Bélgica: Centrum voor Computerlinguïstiek, Universidade Católica de Lovaina
- Reino Unido: Centre for Computational Linguistics, UMIST, Manchester
- Holanda: Stichting Taaltechnologie, Universidade de Utreque
- Alemanha: IAI, Universität des Saarlandes, Saarbrücken
- Itália: Istituto di Linguistica Computazionale, CNR, Pisa
- França: ATILF, Nanci